# Lucas (Texas)
Lucas é uma cidade localizada no estado norte-americano do Texas, no Condado de Collin.

## Demografia
Segundo o censo norte-americano de 2000, a sua população era de 2890 habitantes.
Em 2006, foi estimada uma população de 4297, um aumento de 1407 (48.7%).

## Geografia
De acordo com o United States Census Bureau tem uma área de
23,8 km², dos quais 23,8 km² cobertos por terra e 0,0 km² cobertos por água.

## Localidades na vizinhança
O diagrama seguinte representa as localidades num raio de 8 km ao redor de Lucas.